# Ваньоцци, Эджидио
Эджидио Ваньоцци (итал. Egidio Vagnozzi; 2 февраля 1906, Рим, королевство Италия — 26 декабря 1980, там же) — итальянский куриальный кардинал и ватиканский дипломат. Титулярный архиепископ Миры с 9 марта 1949 по 26 июня 1967. Апостольский делегат на Филиппинах с 9 марта 1949 по 9 августа 1951. Апостольский нунций на Филиппинах с 9 августа 1951 по 16 декабря 1958. Апостольский делегат в США с 16 декабря 1958 по 26 июня 1967. Председатель Префектуры экономических дел Святого Престола с 13 января 1968 по 26 декабря 1980. Камерленго Священной Коллегии кардиналов с 30 июня 1979 по 26 декабря 1980. Кардинал-дьякон с 26 июня 1967, с титулярной диаконией Сан-Джузеппе-ин-виа-Трионфале с 29 июня 1967 по 5 марта 1973. Кардинал-священник с титулом церкви pro hac vice Сан-Джузеппе-ин-виа-Трионфале с 5 марта 1973.